# Johan Jacob Mylius
Johan Jacob Mylius (6. april 1727 i København – 24. august 1803 på Kattrup) var en dansk godsejer og vicelandsdommer over Langeland og Fyn.
Han var søn af Peder Benzon Mylius, var kancelliråd og ejede Lindved.
Han blev gift 1. gang 1770 med Johanne Marie Heitmann (1744-1773), 2. gang 1774 med Ulrikke Catharine Rasch (1749-1831), som 12. maj 1825 oprettede stamhuset Rønningesøgaard. Blandt hans børn var Johan Caspar Mylius.